# خافي فويغو
خافي فويغو (بالإسبانية: Javi Fuego) مواليد 4 يناير 1984 في إسبانيا، هو لاعب كرة قدم إسباني سابق، لعب لعدة أندية إسبانية منها نادي فالنسيا. مثّل منتخب إسبانيا لكرة القدم.

## روابط خارجية
- خافي فويغو على موقع الاتحاد الأوربي (الإنجليزية)
- خافي فويغو على موقع قاعدة بيانات كرة القدم.إي يو (الإنجليزية)
- خافي فويغو على موقع Soccerbase.com (لاعب) (الإنجليزية)
- خافي فويغو على موقع Soccerway.com (الإنجليزية)
- خافي فويغو على موقع عالم كرة القدم.نت (الإنجليزية)
- خافي فويغو على موقع AS.com (الإسبانية)